# I'm a Lady
I'm a Lady è un singolo della cantautrice statunitense Meghan Trainor, pubblicato il 24 febbraio 2017 dall'etichetta discografica Epic Records e Sony Music Entertainment. Il singolo è stato utilizzato nel film I Puffi - Viaggio nella foresta segreta.